# Calicnemia imitans
Calicnemia imitans är en trollsländeart som beskrevs av Maurits Anne Lieftinck 1948. Calicnemia imitans ingår i släktet Calicnemia och familjen flodflicksländor. IUCN kategoriserar arten globalt som livskraftig. Inga underarter finns listade i Catalogue of Life.